# Stary Skarszyn
Stary Skarszyn – kolonia w Polsce położona w województwie mazowieckim, w powiecie płońskim, w gminie Naruszewo.